# Weiz (huyện)
Bezirk Weiz là một huyện của bang của Styria ở Áo.

## Các đô thị
Các khu ngoại vi, làng và các đơn vị khác của một đô thị được hiển thị bằngchữ nhỏ.
- Albersdorf-Prebuch
  - Albersdorf, Kalch, Postelgraben, Prebuch, Wollsdorferegg
- Anger
- Arzberg
- Baierdorf bei Anger
  - Baierdorf-Dorf, Baierdorf-Umgebung, Fresen
- Birkfeld
- Etzersdorf-Rollsdorf
  - Etzersdorf, Lohngraben, Rollsdorf
- Feistritz bei Anger
  - Oberfeistritz, Viertelfeistritz
- Fischbach
  - Falkenstein, Völlegg
- Fladnitz an der Teichalm
  - Fladnitzberg, Schrems bei Frohnleiten, Fladnitz-Tober, Teichalm
- Floing
  - Lebing, Unterfeistritz
- Gasen
  - Amassegg, Mitterbach, Sonnleitberg
- Gersdorf an der Feistritz
  - Gschmaier, Hartensdorf
- Gleisdorf
- Gschaid bei Birkfeld
- Gutenberg an der Raabklamm
  - Garrach, Kleinsemmering
- Haslau bei Birkfeld
- Hirnsdorf
- Hofstätten an der Raab
  - Pirching an der Raab, Wetzawinkel, Wünschendorf
- Hohenau an der Raab
  - Auen, Haufenreith, Krammersdorf
- Ilztal
  - Großpesendorf, Neudorf, Nitschaberg, Prebensdorf, Wolfgruben bei Gleisdorf
- Koglhof
  - Aschau, Rabendorf, Rossegg, Sallegg
- Krottendorf
  - Büchl, Farcha, Nöstl, Preding bei Weiz, Regerstätten
- Kulm bei Weiz
  - Kulming, Rohrbach am Kulm
- Labuch
  - Urscha
- Laßnitzthal
- Ludersdorf-Wilfersdorf
  - Flöcking, Ludersdorf, Pircha, Wilfersdorf
- Markt Hartmannsdorf
  - Bärnbach, Reith bei Hartmannsdorf, Oed, Pöllau bei Gleisdorf
- Miesenbach bei Birkfeld
  - Berg-und Hinterleitenviertel, Dorfviertel
- Mitterdorf an der Raab
  - Dörfl an der Raab, Hohenkogl, Oberdorf, Obergreith, Pichl an der Raab, Untergreith
- Mortantsch
  - Göttelsberg, Hafning, Haselbach bei Weiz, Leska, Steinberg bei Weiz
- Naas
  - Affental, Birchbaum, Dürntal, Gschaid bei Weiz, Naintsch, Heilbrunn, Offenegg
- Neudorf bei Passail
  - Amstein, Oberneudorf, Unterneudorf
- Nitscha
  - Arnwiesen, Gamling, Kaltenbrunn, Nitscha KG
- Oberrettenbach
  - Rothgmos
- Passail
  - Passail, Hintertober, Tober
- Pischelsdorf in der Steiermark
  - Pischelsdorf in der Steiermark, Kleinpesendorf, Romatschachen, Schachen am Römerbach
- Preßguts
  - Schirnitz
- Puch bei Weiz
  - Elz, Harl, Höfling, Klettendorf, Perndorf
- Ratten
  - Grubbauer, Kirchenviertel
- Reichendorf
- Rettenegg
  - Feistritzwald, Inneres Kaltenegg
- Sankt Kathrein am Hauenstein
  - Landau
- Sankt Kathrein am Offenegg
  - Sankt Kathrein am Offenegg I. Viertel, Sankt Kathrein am Offenegg II. Viertel
- Sankt Margarethen an der Raab
  - Entschendorf bei Gleisdorf, Goggitsch, Kroisbach an der Raab, Sulz bei Gleisdorf, Takern I, Takern II, Zöbing an der Raab
- Sankt Ruprecht an der Raab
  - Fünfing bei Sankt Ruprecht an der Raab, Grub bei Sankt Ruprecht an der Raab, Wolfgruben b.Sankt Ruprecht a.d.Raab
- Sinabelkirchen
  - Egelsdorf, Frösau, Fünfing bei Gleisdorf, Gnies, Nagl, Obergroßau, Untergroßau, Unterrettenbach
- Stenzengreith
  - Plenzengreith, Stockheim
- Strallegg
  - Außeregg, Feistritz, Pacher
- Thannhausen
  - Alterilz, Grub, Landscha bei Weiz, Oberdorf bei Thannhausen, Oberfladnitz-Thannhausen, Peesen, Ponigl, Raas, Trennstein
- Ungerdorf
- Unterfladnitz
  - Arndorf bei Sankt Ruprecht an der Raab, Dietmannsdorf, Kühwiesen, Neudorf bei Sankt Ruprecht an der Raab, Wollsdorf
- Waisenegg
  - Piregg
- Weiz

| sửa | Thành phố và huyện (Bezirke) của Steiermark | Flag of Austria |
| \| \| Graz Bruck-Mürzzuschlag \\| Deutschlandsberg \\| Graz-Umgebung \\| Hartberg-Fürstenfeld \\| Leibnitz \\| Leoben \\| Liezen \\| Murau \\| Murtal \\| Südoststeiermark \\| Voitsberg \\| Weiz \| | |                 |
| Styria map | Graz Bruck-Mürzzuschlag \| Deutschlandsberg \| Graz-Umgebung \| Hartberg-Fürstenfeld \| Leibnitz \| Leoben \| Liezen \| Murau \| Murtal \| Südoststeiermark \| Voitsberg \| Weiz |                 |